# Navy Stadium
Das Navy Stadium (Thai สนามกีฬาราชนาวี สัตหีบ) in ist ein Mehrzweckstadion in Thailand. Das Stadion liegt in Sattahip in der Provinz Chonburi. Es hat nur eine Kurve. In der offenen Seite des Stadions befindet sich eine große Anzeigetafel.
Das 6000 Zuschauer fassende Stadion ist das Heimstadion vom Drittligisten Navy FC, dem Drittligisten Marines Eureka FC und dem Viertligisten Royal Thai Fleet FC.
Eigentümer des Stadions ist die Royal Thai Navy.

## Galerie

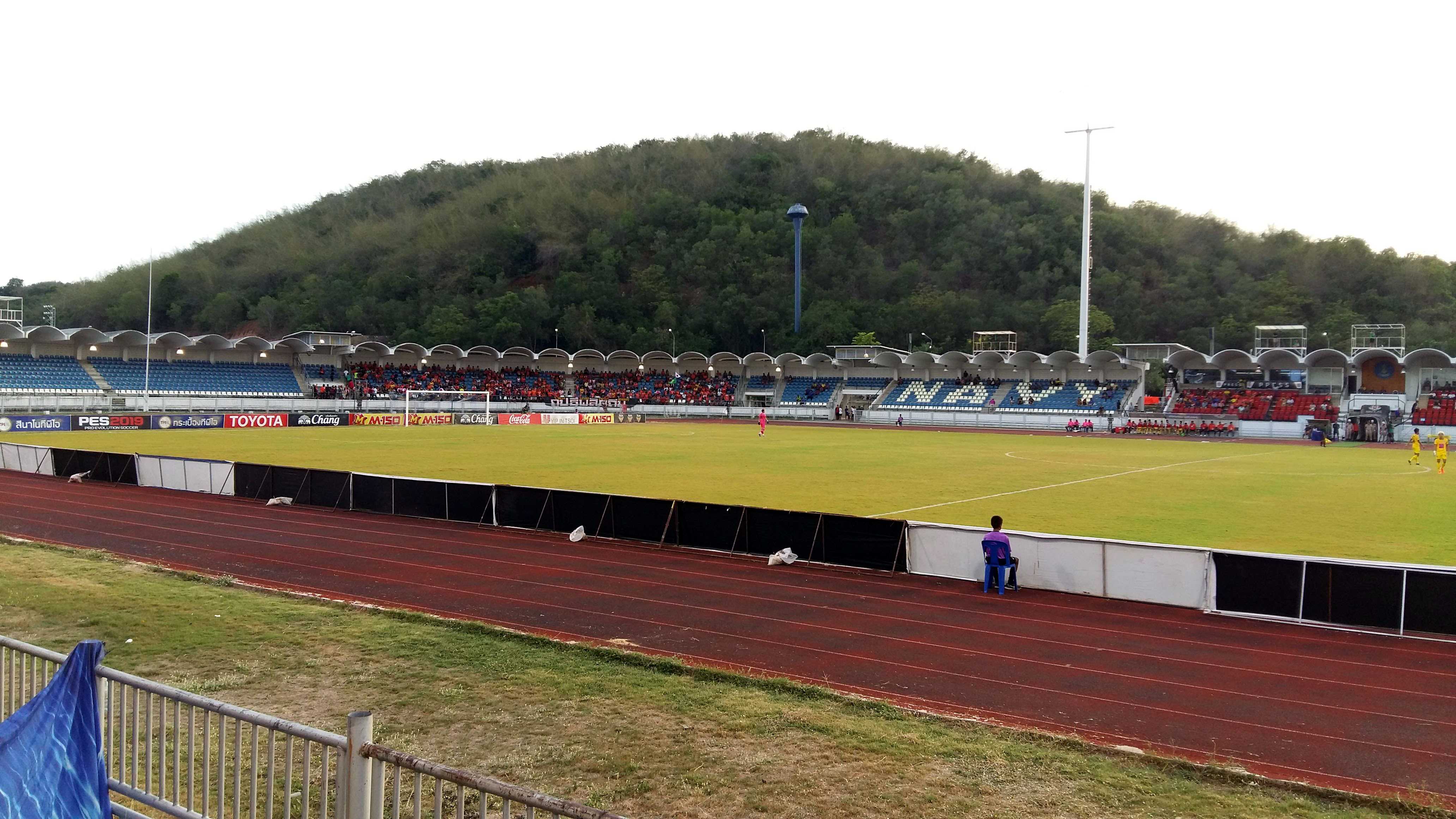
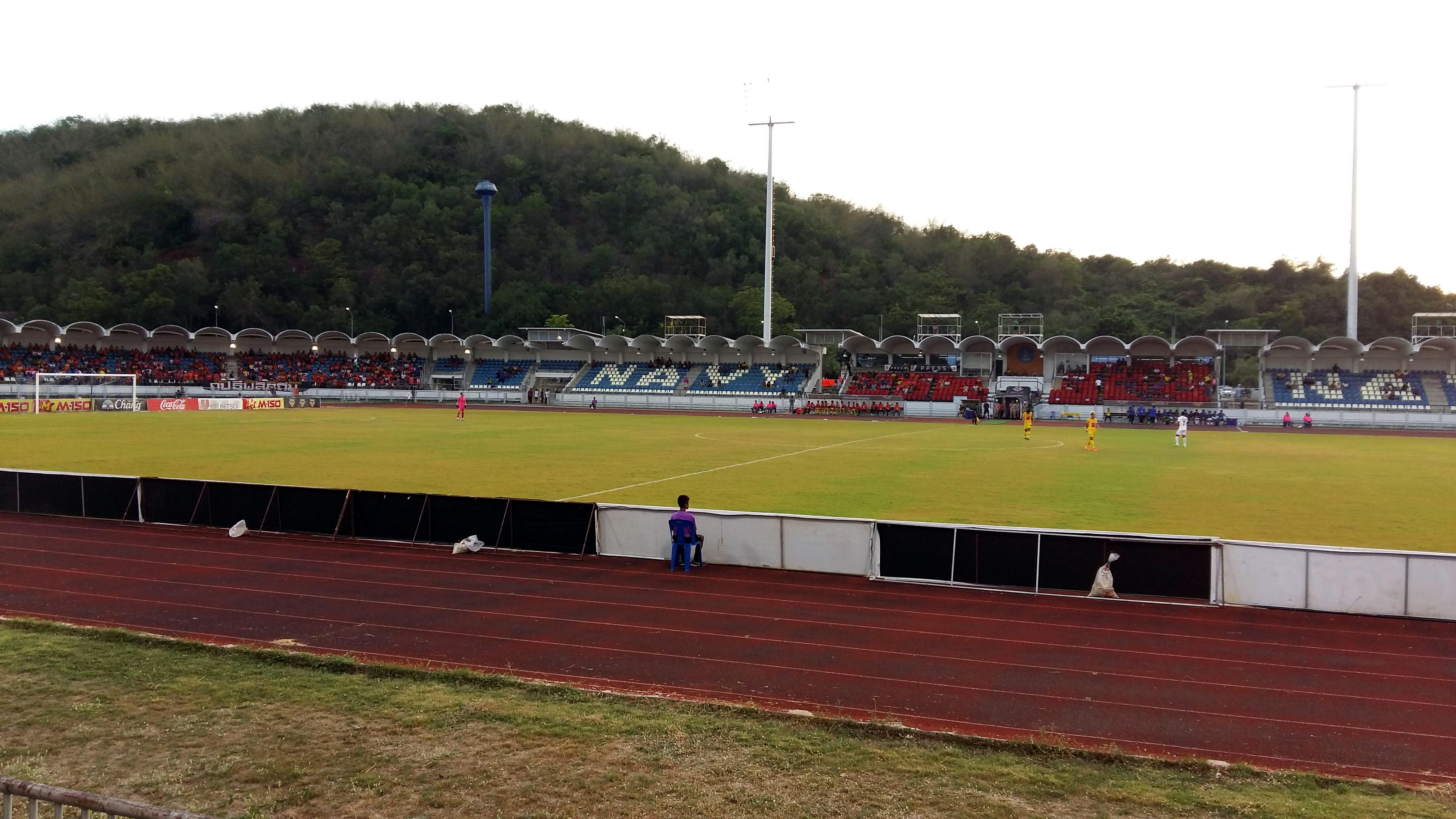
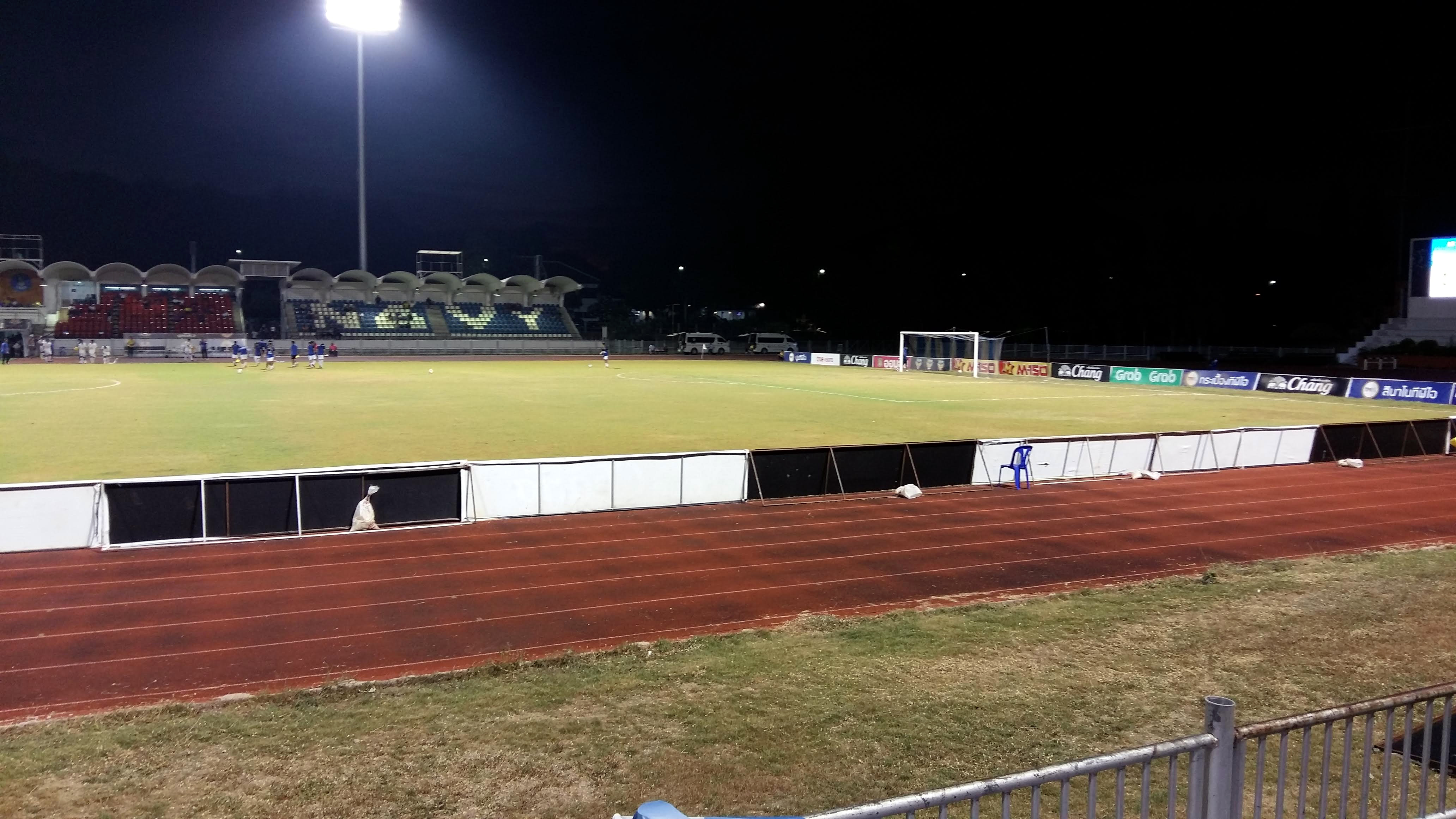
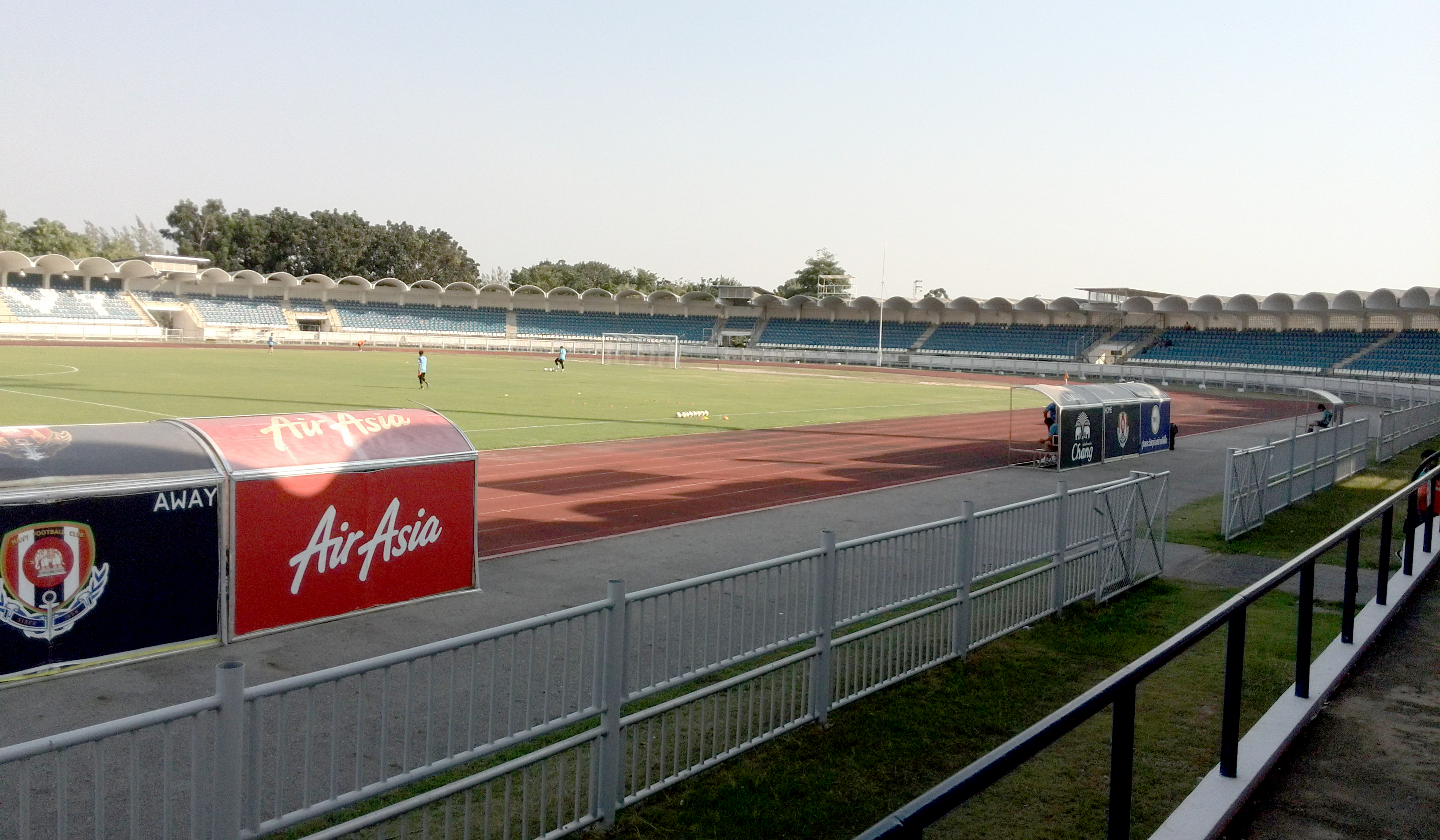
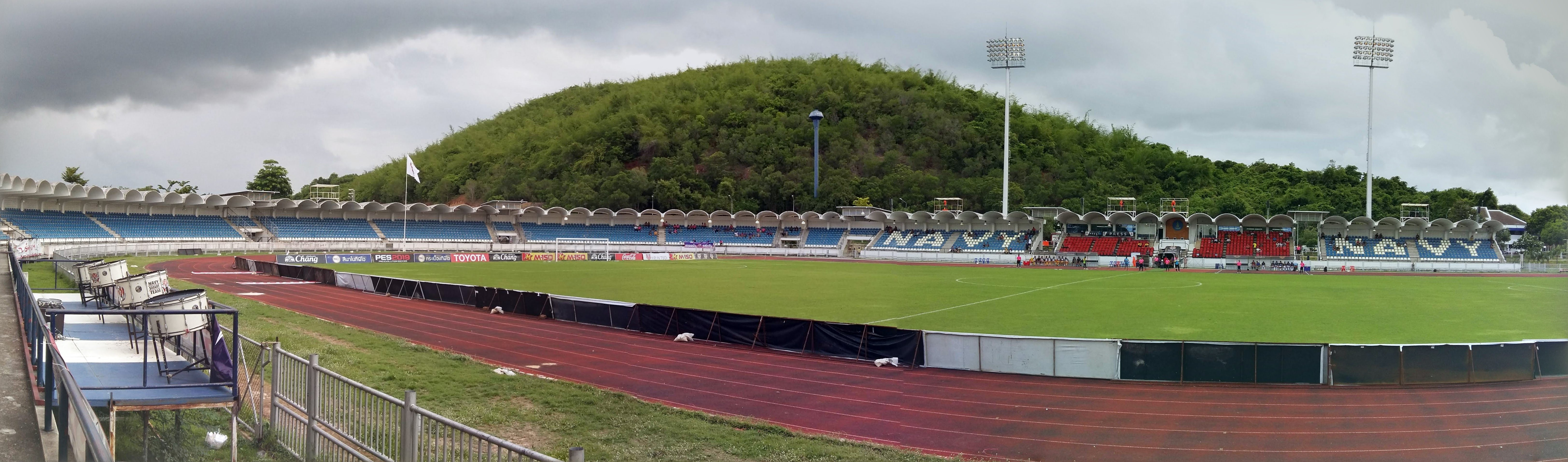
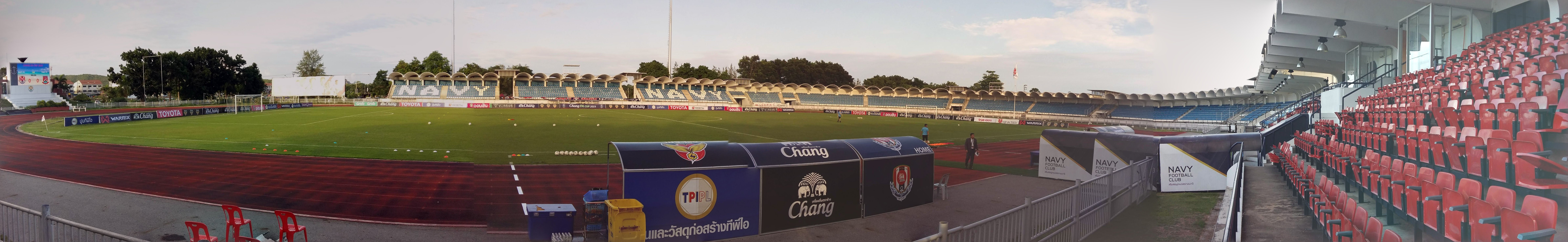

## Nutzer des Stadions
| Verein              | Zeitraum der Nutzung |
| ------------------- | -------------------- |
| Navy FC             | 2007 bis 2008        |
| Navy FC             | 2011 bis heute       |
| Royal Thai Fleet FC | 2011 bis 2019        |
| Marines Eureka FC   | 2007                 |
| Marines Eureka FC   | 2019 bis heute       |